# Coptomia smaragdula
Coptomia smaragdula är en skalbaggsart som beskrevs av Olsoufieff 1925. Coptomia smaragdula ingår i släktet Coptomia och familjen Cetoniidae. Inga underarter finns listade i Catalogue of Life.